# Dan I (władca Danii)

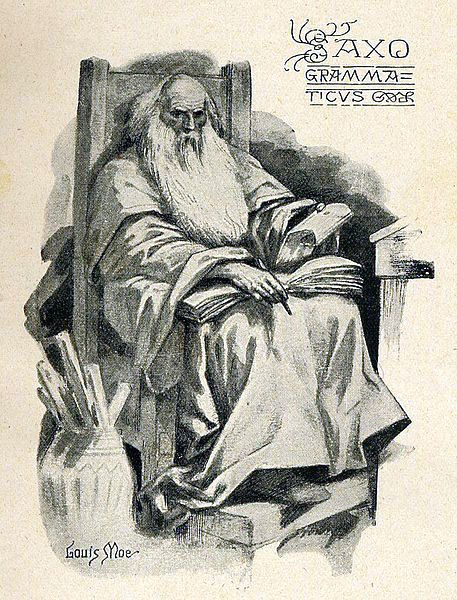
Saxo Grammaticus jest autorem podstawowego źródła do wczesnej historii Danii, kroniki Gesta Danorum

Dan I – legendarny władca Danii według Gesta Danorum Saxo Gramatyka. Nie nosił jednak tytułu królewskiego, gdyż ten nie był jeszcze wówczas przez Duńczyków używany. Brat Angela, władcy Anglów, mąż Grythy, ojciec Humblego i Lotera.